# Zapote de Picachos
Zapote de Picachos är en ort i Mexiko.   Den ligger i kommunen Tepic och delstaten Nayarit, i den centrala delen av landet, 600 km väster om huvudstaden Mexico City. Zapote de Picachos ligger 276 meter över havet och antalet invånare är 439.
Terrängen runt Zapote de Picachos är kuperad åt nordost, men åt sydväst är den bergig. Runt Zapote de Picachos är det mycket glesbefolkat, med 5 invånare per kvadratkilometer. Närmaste större samhälle är Jesús María Corte, 19,4 km väster om Zapote de Picachos. I omgivningarna runt Zapote de Picachos växer huvudsakligen savannskog.